# Discocalyx schlechteri
Discocalyx schlechteri är en viveväxtart som beskrevs av Karl Moritz Schumann. Discocalyx schlechteri ingår i släktet Discocalyx och familjen viveväxter. Inga underarter finns listade i Catalogue of Life.